# No man's land exposition
No man's land est une exposition majeure qui a eu lieu à Tokyo du 26 novembre 2009 à mi-février 2010 dans les anciens locaux de l'Ambassade de France, juste avant leur destruction. Laissant une totale liberté à 70 artistes mondialement reconnus (Claude Lévêque, Speedy Graphito, Jef Aérosol, Christian Boltanski, Hiromix, Jean-Luc Vilmouth, Georges Rousse, SANAA) ou émergents (Pierre Filliquet, Agathe de Bailliencourt, Nobuhiro Fukui, Sir Alice, Mayumi Terada, Emmanuel Guillaud, Sabine Pigalle , Matthieu Manche, Nicolas Buffe, Pierre Jean Giloux), "No man's land" a été l'une des expositions les plus visitée de Tokyo au cours de la saison 2009/2010 (85 000 visiteurs en 44 jours d’ouverture au public).. Un catalogue a été publié.

## Concept
L'exposition a été organisée par Hélène Kelmachter. "Nous avons intitulé cette exposition No man's land car nous sommes effectivement dans un lieu que ne possède pleinement personne. Depuis le 1er novembre l'ensemble n'est plus français, bien que les murs appartiennent à la France jusqu'à leur destruction, mais il n'est pas japonais non plus, même si le sol est géré par des entreprises nippones". expliquait elle. "Une telle exposition éphémère, unique, dans un tel lieu officiel déserté, permet aussi, selon Mme Kelmachter, "de repenser la question du territoire de l'art.
Une part importante des artistes venait du street art (Jef Aérosol, Monsieur Chat, Speedy Graphito) 

## Artistes participants
Albert Abut, 
Jef Aérosol,, 
Cécile Andrieu, 
Asamï, 
Agathe de Bailliencourt, 
Masako Ban & Andrew Palaski, 
Richard Bliah, 
Christian Boltanski, 
Lilian Bourgeat,
Christophe Brunquell,
Nicolas Buffe,
M._Chat ,
Philippe Chatelain, 
Contrapuntal,
Peter Cook,
crc,
Curiosity,
Alexa Daerr,
Alice_Daquet,
Sarah Dolatabadi,
Yuumi Domoto,
Romain Erkiletlian,
Pierre Filliquet,
Audrey Fondecave,
Monique Frydman,
Nobuhiro Fukui,
Speedy_Graphito,
Pierre Jean Giloux,
Emmanuel_Guillaud,
Hanayo,
Hiromix,
Akiko Hoshina,
J.Jo,
Bernard Joisten,
Jules Julien,
Kare San Sui Surrounding,
Kengo Kito,
K-narf,
Kosei Komatsu & Aiko Ishiwata,
Anne Leigniel,
Guillaume Leingre,
Claude_Lévêque,
Julien Levy,
Matthieu Manche,
Erina Matsui,
Harutaka Matsumoto,
Mathieu_Mercier_(plasticien),
MIKAN,
Shintaro Miyake,
Manika Nagare,
Takashi Nakajima,
Shunsuke François Nanjo,
Hiroko Okada,
Aurélie Pétrel,
Sabine Pigalle,
plaplax,
Psyckoze,
Rebirth Project (Yūsuke Iseya),
Lucille Reyboz & Hitomi Fujiwara,
Georges_Rousse,,
SANAA,
Shun Sasa,
Kishio Suga,
Kouichi Tabata,
Mayumi Terada,
Kimio Tsuchiya APT,
Christophe Valéry,
Jean-Luc_Vilmouth,
Shingo Yoshida,
Shotaro Yoshino